# Carlos Molina del Pozo
Carlos Francisco Molina del Pozo (Granada, 3 de noviembre de 1951) es un abogado, catedrático y jurista español, especialista en derecho administrativo y derecho comunitario o de la integración.

## Biografía
Es Licenciado en Derecho por la Universidad de Estrasburgo, Máster en Altos Estudios Europeos Comunitarios por el Colegio de Europa, Máster en Dirección de Empresas por el Instituto de Empresa, y Doctor en Derecho por la Universidad de Granada.
Se desempeña como director del Centro de Estudios Europeos de la Universidad de Alcalá de Henares, Director del Centro de Documentación Europea de la Universidad de Alcalá de Henares (Madrid), y Presidente del Instituto Eurolatinoamericano de Estudios para la Integración. Fue Presidente de la Asociación Universitaria de Estudios Comunitarios.
Es uno de los principales expositores del Encuentro de Especialistas en el MERCOSUR de la Facultad de Derecho de la Universidad Nacional de Rosario.
Ha sido distinguido como catedrático «Jean Monnet» de Derecho Comunitario Europeo,  y como doctor honoris causa por la Universidad Nacional de Córdoba, la Universidad de Buenos Aires y a Universidad Nacional de Rosario de Argentina.

## Libros principales
- Derecho Comunitario - Barcelona: Cálamo, 2004. ISBN 84-95860-27-9.
- Los fondos estructurales y la nueva política regional de la Comunidad Europea - Universidad de Santiago de Compostela, 2002. ISBN 84-9750-024-5.
- Europa y los funcionarios - Barcelona Fundación Universidad-Empresa, 1988. ISBN 84-86227-93-3.
- Manual de derecho de la Comunidad Europea - Editorial Trivium, 1987. ISBN 84-86440-54-8.
- Las Instituciones de las Comunidades Europeas - Pamplona : Salvat S.A. de Ediciones, D.L. 1987. ISBN 84-7137-954-6.

- Datos: Q5751027